# Jesse Shera
Jesse Hauk Shera (8 de desembre de 1903 – 8 de març de 1982) va ser bibliotecari, documentalista i informatòleg estatunidenc. És considerat com el primer bibliotecari en introduir els ordinadors en la tasca documental i, per tant, un dels pioners en l'ús de les tecnologies de la informació en les biblioteques, jugant amb una funció clau en l'expansió del seu ús en altres àrees entre els anys 50 i 70.

## Biografia
Va néixer a Oxford, Ohio, com a fill únic de Charles i Jessie Shera. La seva ciutat natal, Oxford, era una comunitat agrària i, a la vegada, la llar de la Universitat de Miami. Shera va estudiar a William McGuffey High School, i es va graduar l'any 1921. Tocava els tambors a la banda escolar i pertanyia a un equip de debat. Era animador esportiu i va arribar a ser president de classe sènior. Va viure a Oxford fins que es va graduar a la Universitat de Miami. El 1925 la Universitat de Miami li va atorgar un B.A. en anglès amb honors. Més tard va obtenir el màster en literatura anglesa a la Yale Universitat el 1927. Posteriorment, el 1944, va obtenir el doctorat en Biblioteconomia a la Universitat de Chicago sota direcció de Louis Round Wilson i amb Pierce Butler en el tribunal.

## Carrera
L'any 1928, Shera va tornar a la Universitat de Miami i va agafar una feina provisional en la biblioteca d'ajudant de catalogador, i més tard, va agafar una feina com a recerca associa i bibliògraf amb el Scripps Fundació per Investigar els problemes de població. Shera volia ser mestre universitari però no va tenir èxit a causa de la depressió i una manca de posicions d'ensenyament disponible a les universitats.
Sovint, va estudiar i escriure a la història i filosofia de biblioteques. L'any 1935, suggereix que les biblioteques universitàries haurien de desenvolupar col·lectives adquirint sistemes de préstec. A més a més, va suggerir microforms pels mateixos propòsits.

De bon principi de la seva carrera, Shera semblava estar completament còmode amb qualsevol tipus de controvèrsia. Damunt neutralitat "de bibliotecari", Shera advertit en una 1935 adreça a la Secció Universitària i Universitària de l'Associació de la Biblioteca americana
“ … Avui no podem permetre'ns el luxe d'estar callats darrere dels nostres escriptoris de circulació, aentregant amb calma llibres reservats a la trucada d'un flux interminable d'estudiants, reafirmant suaument les conviccions del nostre propi "indiferencia academica". Podem despertar groserament algun matí al donar-nos compte que som els guardians desventurats i poc disposats de la propaganda d'un règim feixisita.
Dins 1940, Shera va acceptar una cita amb la Biblioteca de Congrés mentre cap del projecte de biblioteca del cens. El proper any va transferir a l'Oficina de Serveis Estratègics, on sigui cap d'ajudant de la divisió d'informació central de la recerca i branca d'anàlisi. Dins 1944 el mateix any Shera va obtenir el seu Doctorat dins ciència de biblioteca, va ser anomenat l'associar director de biblioteques per la Universitat de Chicago. Per tot el seu temps en aquesta posició Shera era el cap de la divisió de preparacions, i llavors dels serveis dels lectors. Esdevingui un membre de la Universitat d'Escola de Biblioteca de Llicenciat de Chicago (GLS) facultat com un professor d'ajudant dins 1947. Quatre anys més tard va ser promogut per associar professor. Dins 1949 Shera primeres Fundacions de llibre per la Biblioteca Pública; Els Orígens del Moviment de Biblioteca Públic en Anglaterra Nova, 1629–1855, va ser publicat per la Universitat de Premsa de Chicago. Aquest llibre és generalment acceptat com a discussió clàssica dels factors socials que contribueixen a l'aparició d'impost-biblioteques públiques suportades.
De 1950–1952, Shera era el president del comitè de l'Associació de Biblioteca americana damunt bibliografia. Dins 1952 Shera esdevenia degà de l'escola de biblioteca d'Universitat de Reserva Occidental, expandint la seva facultat i afegint un doctoral programa dins uns quants anys. Sota el seu lideratge, l'escola de biblioteca a Reserva Occidental esdevenia un col·laborador davanter a l'automatització de biblioteques sobre el pròxim tres dècades. Segons un excerpt de la Revisió de dissabte (1 de desembre de 1956) trobat en la Biografia Actual, Shera suggereix que “a través de l'ús de moltes màquines som a principis d'una era nova: una edat que pot portar bastant unheard de maneres per la comunicació més eficaç de coneixement”.
També dins 1952, Shera va agafar per damunt mentre cap de l'Institut de Documentació americà (ADI) (quin continua com l'Associació per Ciència d'Informació & Tecnologia). Previ a 1952, l'ADI hi havia estat enfocat damunt refinatge l'ús de microfilm per la preservació i organització de documents; Shera va girar la seva atenció a aplicacions de tecnologia d'informació. Dins 1955 Shera teamed amb James W. Perry i Alan Kent per fundar el Centre per Documentació i Recerca de Comunicació (CDCR), el qual va aconsellar indústria, govern i educació més alta damunt sistemes d'informació. Aquest centre era el primer del seu amable de ser associat amb qualsevol escola de biblioteca, i esdevenia un recurs per la recerca a àrees noves d'educació per escoles de biblioteca.
En el 1960s, Shera va dissenyar una proposta pel seu projecte de "Social Epistemology", construint en la feina de Douglas Waples de l'Escola de Biblioteca del Llicenciat a Chicago. Waples Va tractar efectes socials de llegir, i va preguntar les qüestions bàsiques de la disciplina nova que Shera va anomenar social epistemology. Això la disciplina nova és un estudi de les maneres en quina societat poden accedir i percebre el seu entorn o informació. El També pot proporcionar un marc per la producció, flux, integració, i consum d'informació pertot arreu societat. Un de les aplicacions més pràctiques de social epistemology és en la professió de biblioteca. Uns objectius de bibliotecari per ser un eficaç mediator entre home i el seu accés a coneixement enregistrat. Eines per aconseguir aquest objectiu és esquemes de classificació, subjecte headings, índexs, i altres dispositius per l'anàlisi subjecta d'unitats bibliogràfiques.
Dins 1963–1964 Shera era el president de l'Associació de Biblioteca de l'Ohio. De 1964–1965 Shera servit com a president de l'Associació d'Escoles de Biblioteca americana (actualment l'Associació per Biblioteca i Ciència d'Informació Educació, o ALISE). Sigui un membre de la Ciència d'Informació i Divisió d'Automatització d'ALA (actualment la Biblioteca i Associació de Tecnologia de la Informació), on va servir com a president de 1971-1972.
Va escriure i va parlar sobre cada tipus de biblioteconomia de públic a especial i la història d'això. De l'interès especial a ell era l'efecte que la cultura moderna ha tingut en el shaping de la biblioteca moderna i l'efecte que les biblioteques han tingut en les seves societats amfitriones dins volta.
Shera Va escriure articles i llibres nombrosos i servit com l'editor d'un número de biblioteca i ciència d'informació va relacionar revistes. Entre 1947 i 1952 Shera era un associar editor per la biblioteca Trimestral, i de 1952 a 1955 va servir com un editor aconsellable. Shera Era també un editor per Documentació americana de 1953 a 1959. Sigui un editor aconsellable de la Revista de Catalogar i Classificació de 1947 a 1957. Ell també servit tan editor de la Reserva Occidental Premsa Universitària de 1954 a 1957.
Malgrat la seva feina dins avançant ciència d'informació i l'ús de tecnologia d'informació dins contextos de biblioteca, per tot la seva carrera sigui un creient compatible en la importància d'aspectes sociològics i humanístics a biblioteconomia i organització d'informació. Tard en la seva carrera va venir per creure que el "costat humà" de biblioteconomia i feina d'informació en general fetes front a un perill de ser overshadowed per atenció a assumptes tècnics com l'explosió d'informació del 1980s va començar per agafar forma.
En el transcurs de la seva vida, Shera va tocar cada aspecte de ciència de Biblioteca. Ell championed tecnologia i va declarar “que l'ordinador revolucionaria biblioteques” però ús prudent instat d'ell, més que subservience a ell. Shera Va veure el potencial per tecnologia dins ciència de biblioteca. “Va intentar informació retrieval sistemes tot i així alhora era un crític serè i agut del faddists, anunci hucksters, i techie boosters que i sovint ens va agafar avall carreteres cares i obscures en la nostra manera al futur.” A temps, els seus articles gairebé semblen per empènyer enterament dins una direcció o l'altre, però agafat globalment sigui força evenhanded. Proponents En ambdós costats del debat de tecnologia li van reclamar mentre el seu propi, però no va semblar per tenir qualsevol afinitat per qualsevol campament extrem fins que com a mínim el mid-seventies. Shera Va escriure del progrés fet sobre el durar segle dins 1976, en un article va escriure per la Revista de Biblioteca Èxit “i Fracàs titulat: Avaluant un Segle”. Aquest article pot ser summarized dins dient que la tecnologia nova està dirigint bibliotecaris per analitzar més exhaustivament, i els fa preguntar si allò és quelcom que hauria de ser fet. Shera Declara que pugui ser beneficiós a biblioteconomia tant molt de temps mentre màquines i les demandes de les màquines no són permeses per determinar el caràcter d'i les limitacions als nostres serveis professionals. Aquesta tecnologia és una oportunitat gran, però és important de mantenir Shera consell dins ment a no permetre'l per definir la professió. Aquest tema és repetit per damunt i per damunt a través de diversos anys: ‘'Abraçada la tecnologia però no esdevé el seu criat''.
Va ser elegit com a Amic de l'Associació americana per l'Avenç de Ciència poc abans de la seva mort damunt 8 de #març de 1982, va envellir 78.
Molts dels seus llibres són de fet recopilacions d'assajos o presentacions, però hi ha un nombre just de llibres de text van escampar a través de la feina de la seva vida .
JESSE, la llista de discussió de correu electrònic primària utilitzada per biblioteca i ciència d'informació educadors, és anomenat dins honor de Jesse Shera.
L'Associació de Biblioteca americana ofereix dos premis en Shera nom: el Jesse H. Shera Premi per Recerca Publicada Assenyalada, i el Jesse H. Shera Premi pel Suport de Recerca de Dissertació. El primer d'aquests premis és donat per articles de recerca van publicar en anglès durant l'any de calendari, va nomenar per qualsevol membre de Taula de Ronda de Recerca de Biblioteca (LRRT) o pels editors de revistes de recerca en el camp de biblioteca i estudis d'informació. El segon premi és donat per proporcionar reconeixement i suport monetari per recerca de dissertació que empra disseny de recerca exemplar i mètodes.

## Obres
- Introducció a ciència de biblioteca: elements bàsics de servei de biblioteca. Littleton, Colo.: Biblioteques Unlimited, 1976 ISBN  0-87287-173-8
- Sabent llibres i homes; sabent ordinadors també. Littleton, Colo., Biblioteques Unlimited, 1973 ISBN  0-87287-073-1
- Les fundacions d'educació per biblioteconomia. Nova York, Becker i Hayes 1972 ISBN  0-471-78520-2
- "El bibliotecari complet"; i altres assajos. Cleveland, Premsa d'Universitat de Reserva Occidental, 1971, 1979 ISBN  0-8295-0193-2
- Fundacions sociològiques de biblioteconomia. Nova York, Asia Pub. Casa 1970 ISBN  0-210-22283-2
- Documentació i l'organització de coneixement. Hamden, Conn., Llibres d'Arcont, 1966
- Biblioteques i l'organització de coneixement. London, C. Lockwood 1965
- Una fundació epistemològica per ciència de biblioteca. Cleveland, Premsa d'Universitat de Reserva Occidental, 1965
- Recursos d'informació: un repte a indústria i ciència americana. Cleveland, Premsa de Reserva Occidental Univ. 1958
- El classificat cataloga: pràctiques i principis bàsics. Chicago, Associació de Biblioteca americana, 1956
- Documentació en acció / Jesse H. Shera, Allen Kent, James W. Perry [editors]. Nova York : Reinhold Editorial Corp., 1956.
- Historiadors, llibres i biblioteques: una enquesta de beca històrica amb relació a recursos de biblioteca, organització i serveis. Cleveland, Premsa d'Universitat de Reserva Occidental, 1953
- Organització bibliogràfica. Chicago, Universitat de Premsa de Chicago, 1951
- Fundacions de la biblioteca pública: els orígens del moviment de biblioteca públic en Anglaterra Nova, 1629–1855. Chicago : Universitat de Premsa de Chicago, 1952, 1949
- Un remolí en el flux occidental de cultura d'Amèrica. Ohio arc estatalæological i històric trimestral. --Columbus, O., 1935.
- El factor d'edat dins ocupació, una bibliografia classificada, per J.H. Shera ... Butlletí de bibliografia i índex dramàtic. --Boston : Llibre de Boston Co., 1931-32.